# یاکو میت
یاکو میت (انگلیسی: Yakou Méïté؛ زادهٔ ۱۱ فوریهٔ ۱۹۹۶) بازیکن فوتبال اهل فرانسه است.
از باشگاه‌هایی که در آن بازی کرده‌است می‌توان به باشگاه فوتبال سوشو و باشگاه فوتبال ردینگ اشاره کرد.
وی همچنین در تیم‌های ملی فوتبال Ivory Coast national under-17 football team, Ivory Coast national under-20 football team, Ivory Coast national under-23 football team، و ساحل عاج بازی کرده‌است.